# Sam Lake
Sami Järvi (1970. március 28. –) ismertebb művésznevén Sam Lake (a järvi szó angol megfelelője a lake, magyarul ez tavat jelent) finn író, aki leginkább a Max Payne videójáték-sorozattal vált ismertté. Petri Järvilehto, akivel Lake jó barátságot ápol, a Remedy Entertainment egyik alapító tagja és ő kérte fel, hogy segítsen a Remedy első játéka, a Death Rally számára a történetet megírni.
A Helsinki Egyetemen tanult angolt és irodalmat.

## Pályafutása

### Max Payne
Lake a fejlesztés során több feladatot is elvállalt, hisz nem csak a játék történetét és szövegkönyvét, de a pályatervezésnél is segített és a főszereplőt is róla mintázták, az átvezető képkockákon is. A játék alacsony költségvetése miatt a fejlesztők nem tudtak profi szinkronszínészeket felbérelni, így Lake mellett több programozó is kölcsönözte a játékbeli karakterek hangjait.
A folytatás, a Max Payne 2: The Fall of Max Payne fejlesztése során már kibővült a játéka költhető keret, így Lake már csak az írásra koncentrált. A második részben már képzett színészek szerepeltek a képregényes átvezetőkben, Lake helyét így Timothy Gibbs vette át. Azonban ha a játékos figyelmesen követi a játékban látható televíziós adásokat, felfedezheti, hogy John Mirra az Address Unknownban, "Lord Valentine" és "Mama" a Lords and Ladies sorozatban, illetve a "Dick Justice" főszereplője Sam Lake vonásait viselik magukon.
A készítők listája alatt hallható szerzemény, a "Late Goodbye", mely a játék több pontján is feltűnik, egy Lake által írt versen alapul, amit a finn Poets of the Fall zenésített meg.
A Max Payne filmváltozata 2008-ban került bemutatásra, Lake egy kis segítséget nyújtott az írói teendőek elvégzésénél, főleg a karakterek háttértörténetének megírásánál.

### Alan Wake
Lake volt a 2010-ben megjelenő pszichológiai akció thriller, az Alan Wake vezető írója. A játékban egy fiktív interjú során cameoszerepben is feltűnik, ahol a műsorvezető kérésére olyan arcot vág, amilyen a Max Payne első részében volt látható. (A mimika és az arckifejezés miatt érték kritikus megjegyzések a játékot.)
További utalások találhatóak az Alan Wake által írt The Sudden Stop című regényben, az első pár oldal szövegét ugyanis James McCaffrey mondja fel, aki Max Payne hangját adta az első részben, illetve az eredeti epizód cselekményére vonatkozólag vannak részletek.